# Список моту атолла Каролайн

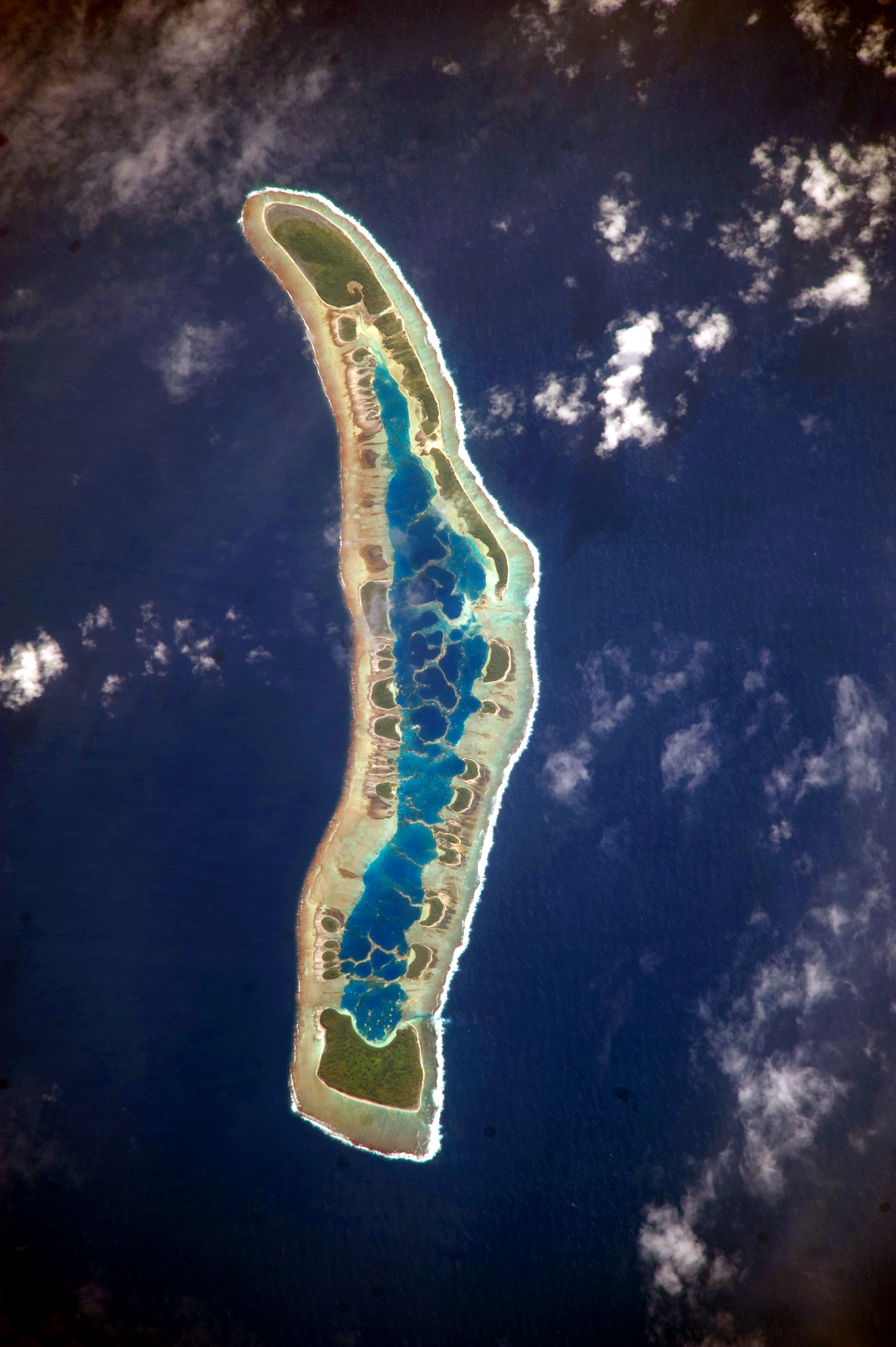
Снимок из космоса атолла Каролайн (острова Миллениум)

Каролайн (англ. Caroline Atoll), атолл в форме узкого полумесяца, расположенный примерно в 1500 км к югу от Гавайских островов в центральной части Тихого океана (9°56′13″ ю. ш. 150°12′42″ з. д.), входит в южную группу островов Лайн (англ. Line Islands, или Центральные Полинезийские Спорады). Он состоит из 39 небольших островков (моту), окружающих центральную лагуну длиной 9 км и шириной 500 м, глубина которой 5—7 м. Моту, которые поднимаются всего на несколько метров над уровнем моря, имеют общее геологическое происхождение и состоят из песчаных отложений и известняковых пород, расположенных на вершине кораллового рифа. В настоящее время остров считается необитаемым и одним из наименее потревоженных человеком, несмотря на проводившиеся разработки гуано, производство копры и эпизодически возникавшие небольшие поселения людей.
Три больших острова (Нейк, Лонг и Южный) составляют 68 % площади суши атолла. Другие островки образуют четыре группы; многие из них оставались безымянными до экологической экспедиции 1988 года, проведённой Анджелой и Камероном Кеплерами, когда получили названия микронезийского происхождения. Исследователями было отмечено, что некоторые из самых маленьких островков появляются или полностью исчезают после крупных штормов, а формы более крупных значительно изменились за последнее столетие. В целом опубликованный в 1994 году Кеплерами отчёт об этой экспедиции и полученных в её ходе научных данных является важнейшим источником при описании атолла.
Наиболее отличительной чертой каждого моту, меняющейся в зависимости от размера островка, давности его образования и от предшествующего антропогенного воздействия, является флора. Более крупные моту поддерживают внутренние зоны кустарника, главным образом турнефорции, а самые крупные имеют центральную лесистую область, где обычно преобладают рощи деревьев пизонии. На нескольких моту найдены артефакты, в их числе колодцы, жилища и мараэ, свидетельствующие о предшествующем заселении людьми, как и сохранившиеся насаждения высаженных человеком кокосовых пальм. На островах многочисленны морские гнездящиеся и перелётные птицы. Единственным наземным млекопитающим является полинезийская крыса.
С 1979 года атолл Каролайн является территорией Республики Кирибати (существовавший спор с США о его принадлежности был урегулирован договором, вступившим в силу в 1983 году). С 1 января 1995 года правительство Кирибати сменило часовой пояс островов Лайн, в результате линия перемены даты была смещена на восток и вся территория Кирибати оказалась западнее этой линии, а Каролайн стал самой восточной точкой двенадцатого часового пояса, что сделало его первым местом вне Антарктиды, встретившим восход солнца 1 января 2000 года — по местному времени в 5:43 утра. В 1999 году атолл Каролайн был официально переименован в остров Миллениум (англ. Millennium Island, или остров Тысячелетия); на нём были проведены праздничные мероприятия, связанные с наступлением нового тысячелетия, с участием президента страны Тебуроро Тито.

## Моту
Представление моту в списке организовано с севера на юг и включает картографическую информацию (на которой красным цветом выделены соответствующие крупные островки либо группы островков), их наименование на русском языке, а также на официальных языках Республики Кирибати — английском и кирибати, площадь моту, их краткое описание, включающее историческую справку (если существуют такие сведения), информацию об антропогенном влиянии, об особенностях их географии, биотопа, фитоценоза и зооценоза. В ряде случаев перевод на русский язык названий, имеющих микронезийскую основу, дан в соответствии с пояснениями предложивших или использовавших их исследователей.
| Группа островов | Название острова                                                                                | Площадь  | Описание | Изображение | Пр.    |
| --- | ----------------------------------------------------------------------------------------------- | -------- | --- | --- | ------ |
| Остров Нейк (англ. Nake Islet, кириб. Abamwakoro Nake), в пер. Обнажённый остров                                                    | Остров Нейк (англ. Nake Islet, кириб. Abamwakoro Nake), в пер. Обнажённый остров                | 91,7 га  | Нейк — второй по площади и самый северный остров атолла Каролайн. На северо-западном берегу острова находится мараэ, древнеполинезийская церемониальная площадка, которая впервые была обнаружена на Нейке в XIX веке Джоном Эранделом. Мараэ, размером 18×14 м, — единственное археологическое свидетельство пребывания на атолле в прошлом полинезийцев, хотя она до сих пор не изучена археологами. В юго-западной части острова Нейк расположены резервуары для хранения пресной воды, сооружённые в 1938 году. В 1910 году на острове были высажены кокосовые пальмы (лат. Cocos nucifera), но на сегодняшний день эти деревья занимают всего лишь 20 % островного леса, остальные 80 % — заросли нескольких видов пизонии, в основном пизония большая (лат. Pisonia grandis). Нейк практически полностью покрыт лесами (примерно 90 % острова), поэтому здесь обитает самое большое на атолле Каролайн разнообразие гнездящихся морских птиц (всего 9 видов). Мелкая бухта в южной части острова, как и центральная лагуна атолла, — популярное место кормёжки морских птиц. | | [ 8 ]  |
| Остров Лонг (англ. Long Islet, кириб. Abamwakoro Ananau — Длинный остров)                                                           | Остров Лонг (англ. Long Islet, кириб. Abamwakoro Ananau — Длинный остров)                       | 76,0 га  | Остров Лонг расположен с наветренной стороны атолла Каролайн. Длина острова — 4,2 км при ширине около 300 м. Состоявший из пяти отдельных островков, однажды слившихся в одно целое, остров Лонг имеет сложную геологическую историю и на его территории расположено множество областей, лишённых какой-либо растительности. В прошлом это были небольшие бухты. На острове Лонг самое большое разнообразие растений среди всех островов атолла Каролайн. Заросли турнефорции и пизонии расположены теперь на месте бывших островков, упомянутых выше, в сочетании с кокосовой пальмой и кордией (лат. Cordia subcordata). В 1990 году в южной части острова Лонг была найдена небольшая церемониальная площадка — мараэ. | | [ 9 ]  |
| Острова Южный Нейк (англ. South Nake Islets, кириб. Abamwakoro Nake Maiaki)                                                         | Остров Панданус (англ. Pandanus Islet, кириб. Motu Ara)                                         | 7,4 га   | Панданус — самый большой и самый северный остров в группе островов Южный Нейк. Получил название из-за того, что вдоль его берега в сторону лагуны расположены заросли пандануса (лат. Pandanus tectorum). Покрытый на две трети деревьями, остров с конца XIX века значительно увеличился в размерах благодаря скоплению песка в восточной части острова. На западном берегу — большое скопление обломков кораллов. | Панданус — самый большой и самый северный остров в группе островов Южный Нейк. Получил название из-за того, что вдоль его берега в сторону лагуны расположены заросли пандануса (лат. Pandanus tectorum). Покрытый на две трети деревьями, остров с конца XIX века значительно увеличился в размерах благодаря скоплению песка в восточной части острова. На западном берегу — большое скопление обломков кораллов. | [ 10 ] |
| Острова Южный Нейк (англ. South Nake Islets, кириб. Abamwakoro Nake Maiaki)                                                         | Остров Дейнджер (англ. Danger Islet, кириб. Motu Kaoanikai — Остров опасности)                  | 2,7 га   | Остров Дейнджер, получивший своё название из-за большого количества акул, плавающих в канале, отделяющем его от острова Панданус, имеет форму овала и покрыт травами, порослью турнефорции, а также пизонией и кордией в центральной части острова. | Остров Дейнджер, получивший своё название из-за большого количества акул, плавающих в канале, отделяющем его от острова Панданус, имеет форму овала и покрыт травами, порослью турнефорции, а также пизонией и кордией в центральной части острова. | [ 11 ] |
| Острова Южный Нейк (англ. South Nake Islets, кириб. Abamwakoro Nake Maiaki)                                                         | Остров Буби (англ. Booby Islet, кириб. Motu Keta — Остров олушей)                               | 0,8 га   | Остров получил своё название из-за обитания на нём двух видов олуш. Остров очень мал по площади, но покрыт на две трети деревьями. Девственный лес пизонии в центре острова образует круг диаметром в 40 м | Остров получил своё название из-за обитания на нём двух видов олуш. Остров очень мал по площади, но покрыт на две трети деревьями. Девственный лес пизонии в центре острова образует круг диаметром в 40 м | [ 12 ] |
| Острова Южный Нейк (англ. South Nake Islets, кириб. Abamwakoro Nake Maiaki)                                                         | Остров Коралл (англ. Coral Islet, кириб. Motu Ane)                                              | 1,7 га   | Остров Коралл, названный в честь кораллового рифа, который образует основание атолла, представляет собой маленький остров стреловидной формы, который находится в процессе слияния с двумя соседними островками, лежащими к югу. Каналы между ними имеют глубину в несколько сантиметров. Заросли пизонии на острове Коралл достаточно маленькие вследствие малоплодородной почвы. | Остров Коралл, названный в честь кораллового рифа, который образует основание атолла, представляет собой маленький остров стреловидной формы, который находится в процессе слияния с двумя соседними островками, лежащими к югу. Каналы между ними имеют глубину в несколько сантиметров. Заросли пизонии на острове Коралл достаточно маленькие вследствие малоплодородной почвы. | [ 12 ] |
| Острова Южный Нейк (англ. South Nake Islets, кириб. Abamwakoro Nake Maiaki)                                                         | Остров Лоун-Палм (англ. Lone Palm Islet, кириб. Motu Te Baam — Остров Одинокой пальмы)          | 2,0 га   | Остров получил своё название в 1988 году в ходе исследования атолла Каролайн и назван в честь одинокой пальмы, выступавшей из зарослей турнефорции. Растительность типичная для других островов атолла: травы, турнефорция, пизония. | Остров получил своё название в 1988 году в ходе исследования атолла Каролайн и назван в честь одинокой пальмы, выступавшей из зарослей турнефорции. Растительность типичная для других островов атолла: травы, турнефорция, пизония. | [ 13 ] |
| Острова Южный Нейк (англ. South Nake Islets, кириб. Abamwakoro Nake Maiaki)                                                         | Остров Моту-Кота (англ. и кириб. Motu Kota — Остров красноногой олуши)                          | 0,6 га   | Практически объединённый с островом Моту-Моуакена, лежащим к югу, остров Моту-Кота — место большого скопления красноногой олуши (лат. Sula sula), в честь которой и назван остров. На острове, преимущественно покрытом зарослями турнефоции, также встречается кокосовая пальма и пизония. | Практически объединённый с островом Моту-Моуакена, лежащим к югу, остров Моту-Кота — место большого скопления красноногой олуши (лат. Sula sula), в честь которой и назван остров. На острове, преимущественно покрытом зарослями турнефоции, также встречается кокосовая пальма и пизония. | [ 14 ] |
| Острова Южный Нейк (англ. South Nake Islets, кириб. Abamwakoro Nake Maiaki)                                                         | Моту-Моуакена (англ. и кириб. Motu Mouakena — Остров масковой олуши)                            | 1,0 га   | Моту-Моуакена назван в честь голуболицой олуши (лат. Sula dactylatra), которая гнездится на этом U-образном острове, в прошлом представлявшем собой два отдельных островка. Треть острова представляет собой пустошь из-за крайне бесплодной почвы, на которой ничего не может расти. К югу от Моту-Моуакены расположено мелководье, на которой растёт турнефорция. | Моту-Моуакена назван в честь голуболицой олуши (лат. Sula dactylatra), которая гнездится на этом U-образном острове, в прошлом представлявшем собой два отдельных островка. Треть острова представляет собой пустошь из-за крайне бесплодной почвы, на которой ничего не может расти. К югу от Моту-Моуакены расположено мелководье, на которой растёт турнефорция. | [ 15 ] |
| Острова Центральный Лиуорд (англ. Central Leeward Islets, кириб. Abamwakoro Tewea Rio Tinanibai — Центральные подветренные острова) | Моту-Манникиба (англ. и кириб. Motu Mannikiba — Остров морских птиц)                            | 21,5 га  | Четвёртый по величине остров атолла Каролайн. Длина с севера на юг — 700 м, с востока на запад — 375 м. Растительная характерная для других островов атолла Каролайн: травы, турнефорция, пизония. Заросли пизонии занимают чуть меньше половины острова, что связано с вырубкой этих растений в 1920-х годах для посадки кокосовых пальм. На Моту-Манникиба гнездятся множество морских птиц, а сам остров значительно пострадал во время разработок гуано. | | [ 16 ] |
| Острова Центральный Лиуорд (англ. Central Leeward Islets, кириб. Abamwakoro Tewea Rio Tinanibai — Центральные подветренные острова) | Остров Блэкфин (англ. Blackfin Islet, кириб. Motu Bai Ni Man Aturoro — Остров чёрного плавника) | 2,6 га   | Остров Блэкфин, имеющий форму двух соединённых между собой овалов, недавно поглотил небольшой островок, расположенный у северо-западной оконечности Блэкфина. 30 % суши острова покрыто осколками кораллов. В центре Блэкфина расположены густые заросли кордии и пизонии, которые достигают в этой части атолла Каролайн высоты в 9 м. Остров получил своё название после атак на научную экспедицию в 1988 году двух акул в северном канале Блэкфина. | Остров Блэкфин, имеющий форму двух соединённых между собой овалов, недавно поглотил небольшой островок, расположенный у северо-западной оконечности Блэкфина. 30 % суши острова покрыто осколками кораллов. В центре Блэкфина расположены густые заросли кордии и пизонии, которые достигают в этой части атолла Каролайн высоты в 9 м. Остров получил своё название после атак на научную экспедицию в 1988 году двух акул в северном канале Блэкфина.                                                                                          | [ 17 ] |
| Острова Центральный Лиуорд (англ. Central Leeward Islets, кириб. Abamwakoro Tewea Rio Tinanibai — Центральные подветренные острова) | Моту-Матава (англ. и кириб. Motu Matawa — Остров белой крачки)                                  | 1,7 га   | Остров, названный в честь гнездящейся здесь белой крачки (лат. Gygis alba), имеет размер 105×190 м. Кроме узких пляжей весь Моту-Матава покрыт зарослями турнефорции, а также пизонии и кордии на восточной стороне острова. | Остров, названный в честь гнездящейся здесь белой крачки (лат. Gygis alba), имеет размер 105×190 м. Кроме узких пляжей весь Моту-Матава покрыт зарослями турнефорции, а также пизонии и кордии на восточной стороне острова. | [ 18 ] |
| Острова Центральный Лиуорд (англ. Central Leeward Islets, кириб. Abamwakoro Tewea Rio Tinanibai — Центральные подветренные острова) | Остров Эмеральд (англ. Emerald Isle, кириб. Motu Timaráketo — Изумрудный остров)                | 8,3 га   | Остров Эмеральд, имеющий форму полумесяца, назван из-за изумрудного цвета окружающей остров лагуны. В отличие от других островов атолла Каролайн на Эмеральде очень большое разнообразие растений: со стороны океана остров покрыт гелиотропом (лат. Heliotropium anomalum), турнефорцией, панданусом. Во внутренней части острова Эмеральд растут панданус, турнефорция, пизония и кордия. На восточном берегу — две небольшие рощи кокосовой пальмы. Фрагментарный характер покрывающего остров леса свидетельствует о вмешательстве человека. | Остров Эмеральд, имеющий форму полумесяца, назван из-за изумрудного цвета окружающей остров лагуны. В отличие от других островов атолла Каролайн на Эмеральде очень большое разнообразие растений: со стороны океана остров покрыт гелиотропом (лат. Heliotropium anomalum), турнефорцией, панданусом. Во внутренней части острова Эмеральд растут панданус, турнефорция, пизония и кордия. На восточном берегу — две небольшие рощи кокосовой пальмы. Фрагментарный характер покрывающего остров леса свидетельствует о вмешательстве человека. | [ 19 ] |
| Острова Центральный Лиуорд (англ. Central Leeward Islets, кириб. Abamwakoro Tewea Rio Tinanibai — Центральные подветренные острова) | Остров Шарк (англ. Shark Islet, кириб. Motu Anoi — Акулий остров)                               | 8,0 га   | Остров получил своё название в результате очередного столкновения с акулами научной экспедиции в 1988 году. На Шарке очень красивый песчаный пляж, тянущийся вдоль лагуны. Половина острова покрыта зарослями пизонии, которая служит местом гнездования для большого фрегата (лат. Fregata minor) и чёрного глупыша (лат. Anous minutus). | | [ 20 ] |
| Острова Центральный Лиуорд (англ. Central Leeward Islets, кириб. Abamwakoro Tewea Rio Tinanibai — Центральные подветренные острова) | Остров Скарлет-Краб (англ. Scarlet Crab Islet, кириб. Motu Ntabena — Остров Алого краба)        | 0,5 га   | Остров назван в честь обитающего на берегу острова ярко-красного рака-отшельника (лат. Coenobita perlatus). Скарлет-Краб представляет собой маленький остров, длина которого 40 м, а ширина — 125 м. Практически полностью примыкает к острову Шарк. Риф острова — наиболее обширный среди других островов атолла Каролайн, тянущийся на 480 м от берега. Остров практически безлесный, растительность покрывает лишь небольшую часть Скарлет-Краба. | Остров назван в честь обитающего на берегу острова ярко-красного рака-отшельника (лат. Coenobita perlatus). Скарлет-Краб представляет собой маленький остров, длина которого 40 м, а ширина — 125 м. Практически полностью примыкает к острову Шарк. Риф острова — наиболее обширный среди других островов атолла Каролайн, тянущийся на 480 м от берега. Остров практически безлесный, растительность покрывает лишь небольшую часть Скарлет-Краба.                                                                                             | [ 21 ] |
| Острова Центральный Лиуорд (англ. Central Leeward Islets, кириб. Abamwakoro Tewea Rio Tinanibai — Центральные подветренные острова) | Остров Моту-Наутонга (англ. и кириб. Motu Nautonga — Остров морского огурца)                    | 0,3 га   | Остров получил своё название из-за наличия в лагуне у берега острова морских огурцов. Моту-Наутонга имеет размер 70×80 м и едва возвышается над поверхностью воды. Несмотря на очень маленький размер, в центральной части Моту-Наутонги растут турнефорция и пизония. | Остров получил своё название из-за наличия в лагуне у берега острова морских огурцов. Моту-Наутонга имеет размер 70×80 м и едва возвышается над поверхностью воды. Несмотря на очень маленький размер, в центральной части Моту-Наутонги растут турнефорция и пизония. | [ 22 ] |
| Острова Центральный Лиуорд (англ. Central Leeward Islets, кириб. Abamwakoro Tewea Rio Tinanibai — Центральные подветренные острова) | Остров Эжур (англ. Azure Islet, кириб. Motu Aure — Лазурный остров)                             | 0,2 га   | На этом небольшом (30×66 м) и едва покрытом растительностью острове, растут в основном турнефорция и пизония. Это самый маленький из островов атолла Каролайн, на котором растёт пизония. Несмотря на то, что на острове Эжур едва можно встретить кустарники, в ходе научной экспедиции в 1988 году на островке было замечено четыре вида морских птиц. | На этом небольшом (30×66 м) и едва покрытом растительностью острове, растут в основном турнефорция и пизония. Это самый маленький из островов атолла Каролайн, на котором растёт пизония. Несмотря на то, что на острове Эжур едва можно встретить кустарники, в ходе научной экспедиции в 1988 году на островке было замечено четыре вида морских птиц. | [ 23 ] |
| Острова Центральный Лиуорд (англ. Central Leeward Islets, кириб. Abamwakoro Tewea Rio Tinanibai — Центральные подветренные острова) | Остров Риф-Флэт (англ. Reef-Flat Islet, кириб. Motu Arora Orata — Остров Плоский риф)           | 0,1 га   | Этот небольшой остров (20×60 м) представляет собой полоску осколков кораллов. В 1988 году на Риф-Флэте было замечено только три вида растений и ни одной морской птицы. | Этот небольшой остров (20×60 м) представляет собой полоску осколков кораллов. В 1988 году на Риф-Флэте было замечено только три вида растений и ни одной морской птицы. | [ 23 ] |
| Острова Центральный Лиуорд (англ. Central Leeward Islets, кириб. Abamwakoro Tewea Rio Tinanibai — Центральные подветренные острова) | Остров Бёрд (англ. Bird Islet, кириб. Motu Mannannang — Птичий остров)                          | 4,1 га   | Остров Бёрд, имеющий форму овала, расположен вдоль внутреннего края лагунного рифа. Остров покрыт густой растительностью: турнефоцией, пизонией, чьи заросли занимают большую часть Бёрда. Также встречается моринда (лат. Morinda citrifolia), бурхавия (лат. Boerhavia repens) и ахирантес (лат. Achyranthes canescens). Остров, вероятно, получил название из-за гнездящейся здесь тёмной крачки (лат. Onychoprion fuscatus). | Остров Бёрд, имеющий форму овала, расположен вдоль внутреннего края лагунного рифа. Остров покрыт густой растительностью: турнефоцией, пизонией, чьи заросли занимают большую часть Бёрда. Также встречается моринда (лат. Morinda citrifolia), бурхавия (лат. Boerhavia repens) и ахирантес (лат. Achyranthes canescens). Остров, вероятно, получил название из-за гнездящейся здесь тёмной крачки (лат. Onychoprion fuscatus). | [ 24 ] |
| Острова Центральный Лиуорд (англ. Central Leeward Islets, кириб. Abamwakoro Tewea Rio Tinanibai — Центральные подветренные острова) | Остров Фишбол (англ. Fishball Islet, кириб. Motu Unimai — Остров рыбы-шара)                     | 0,6 га   | Фишбол — молодой островок, наполовину покрытый гелиотропом и низкорослыми травами, разбросанными кустами турнефорции. Это самый южный остров в группе островов Центральный Лиуорд, который отделён от островов Южный Лиуорд широким, но неглубоким каналом. | | [ 25 ] |
| Острова Южный Лиуорд (англ. Southern Leeward Islets, кириб. Abamwakoro Tewea Rio Maiaki) — Южные подветренные острова)              | Остров Моту-Раурау (англ. и кириб. Motu Raurau — Остров сизого глупыша)                         | 3,5 га   | На овальном по форме острове расположен самый большой на атолле пляж из осколков кораллов. В центральной части Моту-Раурау растёт пизония и моринда. На острове большое скопление фрегатов. | На овальном по форме острове расположен самый большой на атолле пляж из осколков кораллов. В центральной части Моту-Раурау растёт пизония и моринда. На острове большое скопление фрегатов. | [ 26 ] |
| Острова Южный Лиуорд (англ. Southern Leeward Islets, кириб. Abamwakoro Tewea Rio Maiaki) — Южные подветренные острова)              | Остров Моту-Еитеи (англ. и кириб. Motu Eitei — Остров фрегата)                                  | 1,4 га   | Остров назван в честь гнездующихся на Моту-Еитеи фрегатов. Растительность типичная для других островов атолла Каролайн. Тем не менее, в южной части можно встретить портулак (лат. Portulaca lutea). | Остров назван в честь гнездующихся на Моту-Еитеи фрегатов. Растительность типичная для других островов атолла Каролайн. Тем не менее, в южной части можно встретить портулак (лат. Portulaca lutea). | [ 27 ] |
| Острова Южный Лиуорд (англ. Southern Leeward Islets, кириб. Abamwakoro Tewea Rio Maiaki) — Южные подветренные острова)              | Остров Пизония (англ. Pisonia Islet, кириб. Motu Buka)                                          | 2,4 га   | Остров получил название из-за густых зарослей пизонии в центре острова, которые окружены кустами турнефорции. Встречаются гелиотропы. В ходе исследования в 1988 году на острове были найдены красноногая олуша (лат. Sula sula) и полинезийская крыса (лат. Rattus exulans). | Остров получил название из-за густых зарослей пизонии в центре острова, которые окружены кустами турнефорции. Встречаются гелиотропы. В ходе исследования в 1988 году на острове были найдены красноногая олуша (лат. Sula sula) и полинезийская крыса (лат. Rattus exulans). | [ 28 ] |
| Острова Южный Лиуорд (англ. Southern Leeward Islets, кириб. Abamwakoro Tewea Rio Maiaki) — Южные подветренные острова)              | Моту-Кимоа (англ. и кириб. Motu Kimoa — Крысиный остров)                                        | 1,8 га   | C XIX века остров значительно увеличился в размерах: появилось большое поле с осколками кораллов в юго-восточной части Моту-Кимоа. Поперёк лагуна тянется риф, богатый тридакнами (лат. Tridacna maxima). Половина острова покрыта лесом. | C XIX века остров значительно увеличился в размерах: появилось большое поле с осколками кораллов в юго-восточной части Моту-Кимоа. Поперёк лагуна тянется риф, богатый тридакнами (лат. Tridacna maxima). Половина острова покрыта лесом. | [ 29 ] |
| Острова Южный Лиуорд (англ. Southern Leeward Islets, кириб. Abamwakoro Tewea Rio Maiaki) — Южные подветренные острова)              | Моту-Ана-Ана (англ. и кириб. Motu Ana-Ana — Остров Анны)                                        | 2,1 га   | Остров назван в честь жены Рона Фэлконера, Анны, которая жила вместе со своей семьёй на острове в течение четырёх лет в 1980-х годах. Леса пизонии занимают более 40 % суши острова. | | [ 30 ] |
| Острова Уиндуорд (англ. Windward Islets, кириб. Abamwakoro Tewearaki — Наветренные острова)                                         | Остров Босан-Бёрд (англ. Bosun Bird Islet, кириб. Motu Botiun)                                  | 0,9 га   | Остров получил своё название во время научной экспедиции в 1988 году. Он очень маленький и в основном состоит из осколков кораллов и песка. Из растений встречаются только травы и турнефорция. | | [ 31 ] |
| Острова Уиндуорд (англ. Windward Islets, кириб. Abamwakoro Tewearaki — Наветренные острова)                                         | Остров Уиндуорд (англ. Windward Islet, кириб. Abamwakoro Te Tewearaki — Остров наветренный)     | 11,4 га  | Остров назван из-за положения. В 1920 году на нём была полностью уничтожена растительность и посажены кокосовые пальмы. Однако к 1988 году Уиндуорд уже успел значительно восстановить прежнюю растительность. Теперь на нём растёт турнефорция, пизония, кордия. Кокосовые пальмы полностью вытеснены с острова. | | [ 32 ] |
| Острова Уиндуорд (англ. Windward Islets, кириб. Abamwakoro Tewearaki — Наветренные острова)                                         | Остров Кресент (англ. Crescent Islet, кириб. Motu Butinika — Остров полумесяца)                 | 3,1 га   | Небольшой остров, состоящий преимущественно из осколков кораллов, покрыт зарослями пизонии и кордии (примерно две трети острова). | Небольшой остров, состоящий преимущественно из осколков кораллов, покрыт зарослями пизонии и кордии (примерно две трети острова). | [ 33 ] |
| Острова Уиндуорд (англ. Windward Islets, кириб. Abamwakoro Tewearaki — Наветренные острова)                                         | Моту-Атибу (англ. и кириб. Motu Atibu — Остров коралловых осколков)                             | 0,02 га  | Самый маленький остров в атолле Каролайн (13×18 м). После шторма в феврале 1990 года полностью исчез под водой. | Самый маленький остров в атолле Каролайн (13×18 м). После шторма в феврале 1990 года полностью исчез под водой. | [ 34 ] |
| Острова Уиндуорд (англ. Windward Islets, кириб. Abamwakoro Tewearaki — Наветренные острова)                                         | Остров Норт-Пиг (англ. North Pig Islet, кириб. Motu Beeki Taenimeang — Северный свиной остров)  | 5,4 га   | Остров имеет симметричную форму. Как на многих других островах атолла Каролайн в 1920 году здесь были высажены кокосовые пальмы. Тем не менее, к 1988 году на Норт-Пиге не осталось ни одной кокосовой пальмы: теперь на нём растут пизонии и кордии. Остров Норт-Пиг — место гнездования самой большой колонии обыкновенной глупой крачки на атолле Каролайн. | Остров имеет симметричную форму. Как на многих других островах атолла Каролайн в 1920 году здесь были высажены кокосовые пальмы. Тем не менее, к 1988 году на Норт-Пиге не осталось ни одной кокосовой пальмы: теперь на нём растут пизонии и кордии. Остров Норт-Пиг — место гнездования самой большой колонии обыкновенной глупой крачки на атолле Каролайн. | [ 35 ] |
| Острова Уиндуорд (англ. Windward Islets, кириб. Abamwakoro Tewearaki — Наветренные острова)                                         | Остров Пиг (англ. Pig Islet, кириб. Motu Beeki — Свиной остров)                                 | 7,2 га   | Остров назван в честь завезённых на остров в 1828 году домашних свиней (лат. Sus domesticus), в 1848 году с острова вывезенных. Как и многие другие острова атолла, Пиг в 1920 году был засажен кокосовыми пальмами, которые практически вытеснены в настоящее время пизонией (покрывающей 46 % суши) и турнефорцией. | | [ 36 ] |
| Острова Уиндуорд (англ. Windward Islets, кириб. Abamwakoro Tewearaki — Наветренные острова)                                         | Остров Скалл (англ. Skull Islet, кириб. Motu Ata — Остров черепа)                               | 0,02 га  | Остров покрыт турнефорцией и травами. Птицы на острове были впервые замечены в 1990 году. | Остров покрыт турнефорцией и травами. Птицы на острове были впервые замечены в 1990 году. | [ 37 ] |
| Острова Уиндуорд (англ. Windward Islets, кириб. Abamwakoro Tewearaki — Наветренные острова)                                         | Остров Норт-Бразерс (англ. North Brothers Islet, кириб. Motu Brotierti Taenimeang)              | 1,7 га   | Остров имеет форму овала. Возможно, в прошлом он был соединён с лежащим южнее островом Бразерс. Покрыт зарослями турнефорции на западном берегу, на восточном конце острове растёт пизония. В 1920 году на острове были высажены кокосовые пальмы. | Остров имеет форму овала. Возможно, в прошлом он был соединён с лежащим южнее островом Бразерс. Покрыт зарослями турнефорции на западном берегу, на восточном конце острове растёт пизония. В 1920 году на острове были высажены кокосовые пальмы. | [ 37 ] |
| Острова Уиндуорд (англ. Windward Islets, кириб. Abamwakoro Tewearaki — Наветренные острова)                                         | Остров Бразерса (англ. Brothers Islet, кириб. Motu Brotierti)                                   | 4,3 га   | Остров назван в честь капитана Бразерса, который основал на атолле Каролайн поселение. Сейчас этот остров поглотил соседний маленький островок, лежащий к юго-западу от Бразерса. В 1920 году на острове были высажены кокосовые пальмы, которые в настоящее время вытеснены турнефорцией и пизонией. | | [ 38 ] |
| Острова Уиндуорд (англ. Windward Islets, кириб. Abamwakoro Tewearaki — Наветренные острова)                                         | Остров Нодди-Рок (англ. Noddy Rock, кириб. Motu Io — Скала глупыша)                             | 0,02 га  | Остров назван в честь обыкновенной глупой крачки («глупыша», лат. Anous stolidus, от англ. Brown noddy), — единственной птицы, которая гнездится на острове. В центре острова растёт портулак. Размер известнякового плато — 26×9 м | Остров назван в честь обыкновенной глупой крачки («глупыша», лат. Anous stolidus, от англ. Brown noddy), — единственной птицы, которая гнездится на острове. В центре острова растёт портулак. Размер известнякового плато — 26×9 м | [ 39 ] |
| Острова Уиндуорд (англ. Windward Islets, кириб. Abamwakoro Tewearaki — Наветренные острова)                                         | Остров Норт-Эрандел (англ. North Arundel Islet, кириб. Motu Arunde Taenimeang)                  | 0,9 га   | Остров лежит чуть севернее острова Эрандел, от которого отделён узким каналом. Растёт моринда и кордия. | | [ 40 ] |
| Острова Уиндуорд (англ. Windward Islets, кириб. Abamwakoro Tewearaki — Наветренные острова)                                         | Остров Эрандел (англ. Arundel Islet, кириб. Motu Arunde)                                        | 7,3 га   | Остров назван в честь Джона Т. Эрандела, владельца компании, которая в 1890-х годах занималась разработками гуано и копры на атолле Каролайн. Почвы, как и на близлежащих островах, очень бедные. Растёт пизония, преобладает турнефорция и ахирантес. | | [ 40 ] |
| Острова Уиндуорд (англ. Windward Islets, кириб. Abamwakoro Tewearaki — Наветренные острова)                                         | Остров Тридакна (англ. Tridacna Islet, кириб. Motu Kaikai)                                      | 9,1 га   | Самый южный остров из группы островов Уиндуорд. Назван в честь моллюска тридакны, встречающейся в лагуне. Заросли турнефорции и моринды покрывают 88 % острова. | | [ 41 ] |
| Остров Южный (англ. South Islet, кириб. Abamwakoro Rimapoto)                                                                        | Остров Южный (англ. South Islet, кириб. Abamwakoro Rimapoto)                                    | 104,4 га | Остров Южный, также известный под именем Римапото, — самый южный и самый крупный остров в атолле Каролайн. В прошлом остров посещался жителями Туамоту, а позже — европейцами. В результате на остров Южный были завезены не встречавшиеся ранее растения и животные, из которых сохранились только кокосовые пальмы. В 1846 году на острове было развёрнуто поселение, существовавшее вплоть до 1936 года, когда у Южного причалило судно «Веллингтон». Каких-либо сооружений на острове не сохранилось. Три четверти Южного покрыто кокосовыми пальмами и ипомеей. Юго-восточная часть покрыта травами. В отличие от других островов атолла Каролайн на Южном не встречается турнефорция и пизония. Несмотря на большой размер, на острове было замечено только два вида птиц: обыкновенная глупая крачка (лат. Anous stolidus) и белая крачка (лат. Gygis alba). | | [ 42 ] |